# Kristýna Vilemína Hesensko-Homburská
Kristýna Vilemína Hesensko-Homburská (30. června 1653 – 16. května 1722) byla rodem hesensko-homburská lankraběnka a sňatkem meklenburská vévodkyně.

## Život
Narodila se na zámku v Bingenheimu (dnes součást města Echzell) jako druhé dítě z celkových dvanácti potomků lankraběte Viléma Kryštofa Hesensko-Homburského a jeho první manželky Žofie Eleonory Hesensko-Darmstadtské. Kromě jí se však dospělosti dožil pouze bratr Leopold Jiří, který zemřel svobodný a bezdětný a sestra Magdalena Žofie.
V květnu 1671 se provdala za o patnáct let staršího vévodu Fridricha Meklenburského (1638–1688). Během téměř sedmnáctiletého manželství se jim narodili tři synové a dcera:
- 1. Fridrich Vilém Meklenbursko-Zvěřínský (28. 3. 1675 Grabow – 31. 7. 1713 Mohuč), meklenbursko-zvěřínský vévoda od roku 1692 až do své smrti[1][2]
⚭ 1704 Žofie Šarlota Hesensko-Kasselská (16. 7. 1678 Kassel – 30. 5. 1749 Bützow)[3][4]
- 2. Karel Leopold Meklenbursko-Zvěřínský (26. 11. 1678 Grabow – 28. 11. 1747 Dömitz), meklenbursko-zvěřínský vévoda od roku 1713 až do své smrti[5][6]
I. ⚭ 1709 Žofie Hedvika Nasavsko-Dietzská (8. 3. 1690 Leeuwarden – 1. 3. 1734 Diez), rozvedeni roku 1710[7][8]
II. ⚭ 1710 Kristýna von Lepel (8. 6. 1692 Rühn – 1728), morganatické manželství, rozvedeni roku 1711[9]
III. ⚭ 1716 Kateřina Ivanovna (29. 10. 1691 Moskva – 14. 6. 1733 Petrohrad)[10]
- 3. Kristián Ludvík II. Meklenbursko-Zvěřínský (15. 5. 1683 Grabow – 30. 5. 1756 Schwerin), meklenbursko-zvěřínský vévoda od roku 1747 až do své smrti[11]
⚭ 1714 Gustava Karolina Meklenbursko-Střelická (12. 7. 1694 Neustrelitz – 13. 4. 1748 Schwerin)[12]
- 4. Žofie Luisa Meklenbursko-Schwerinská (6. 5. 1685 Grabow – 29. 7. 1735 Schwerin)[13]
⚭ 1708 Fridrich I. Pruský (11. 7. 1657 Königsberg – 25. 2. 1713 Berlín), braniborský kurfiřt a markrabě a pruský král[14]

Vévoda Fridrich zemřel v dubnu 1688 ve městě Grabow, kde byl pohřben do zámecké krypty zdejšího zámku. Kristýna Vilemína zemřela 16. května 1722 a spočinula po boku svého manžela. Po požáru zámku v roce 1725 však byly jejich ostatky přesunuty do krypty kostela sv. Mikuláše ve Schwerinu.